# Cassave
Cassave of maniok (Spaans: yuca) is de eetbare wortelknol van Manihot esculenta, een verhoutende, overblijvende heester.
Cassave wordt in Afrika en Zuid-Amerika veel gegeten en kan worden vergeleken met de aardappel. Oorspronkelijk komt hij uit Brazilië. Alle huidige geteelde planten zijn cultivars.

## Geschiedenis
De cassave is van oorsprong savanneplant uit Zuid-Amerika. De plant kan op zeer arme gronden groeien, maar dan zijn de opbrengsten relatief laag, is goed tegen droge periodes bestand, behalve kort na het planten van jong gewas en goed tegen sprinkhanenplagen bestand. De cassave werd in Brazilië en Venezuela zeker al sinds het 4e millennium v.Chr. verbouwd, zoals blijkt uit de archeologische vondst van gereedschap gebruikt voor het schrapen van de knollen.
De Portugezen hebben na de ontdekking van Amerika, vanaf omstreeks 1600 de knol naar Afrika en Zuid- en Zuidoost-Azië verspreid.
Er leven in de tropische ontwikkelingslanden tegenwoordig enkele honderden miljoenen mensen voor een groot deel van de cassave. De wereldproductie bedroeg 303 miljoen ton in 2020.

## Gebruik

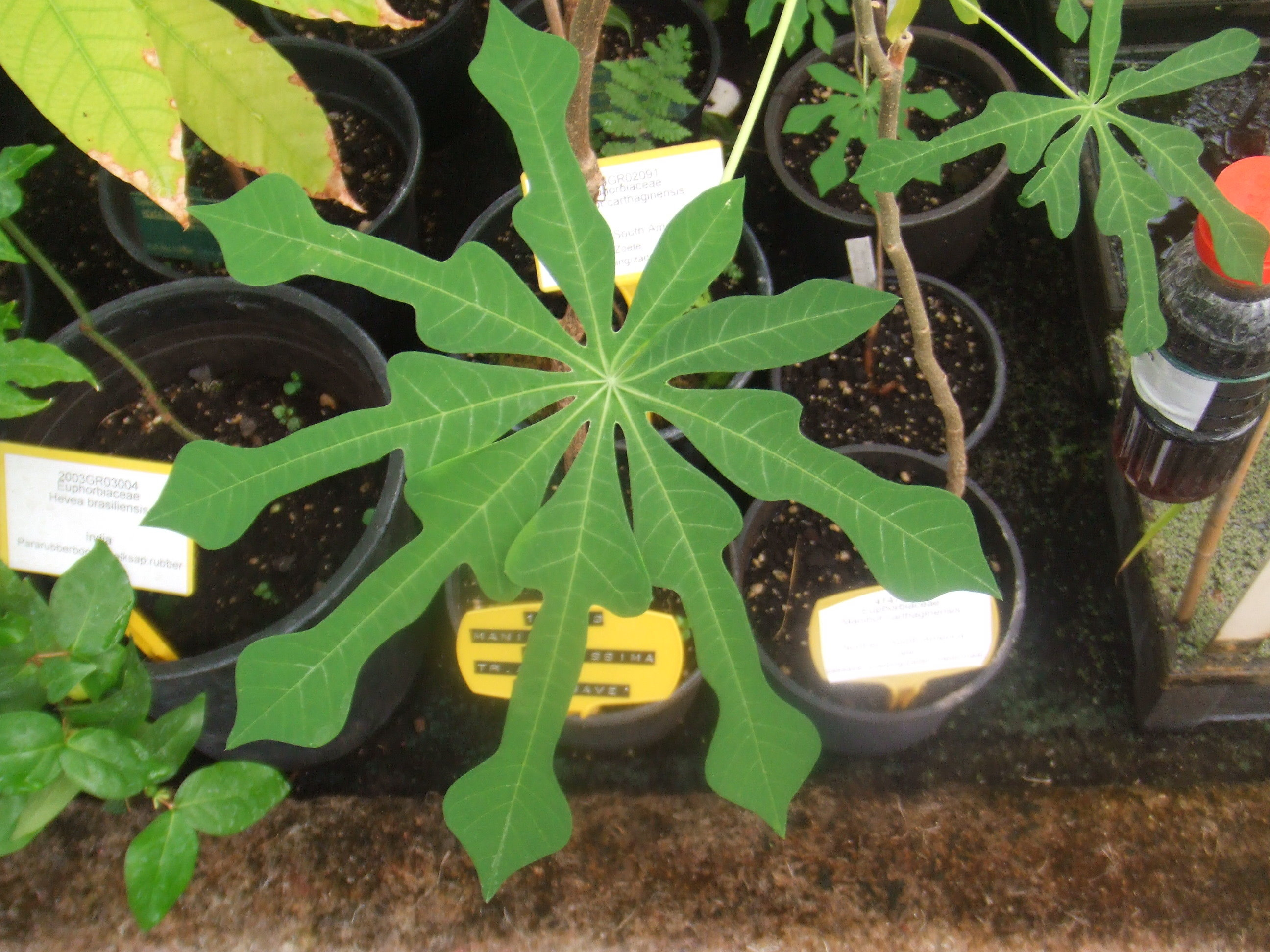
Blad van de cassave

Hoewel de plant veel zetmeel bevat en voedzaam is, bevat hij ook het giftige waterstofcyanide in de vorm van glycosiden, dat er bij soorten met hoge gehalten voor de consumptie eerst uit moet worden verwijderd. Het gehalte loopt uiteen van 20 mg HCN/kilo verse knollen tot wel 1000 mg/kilo. Soorten met hoge gehalten worden 'bittere cassave' genoemd, met lage 'zoete'. Het eten van rauwe bittere cassave is gevaarlijk, maar ook de zoete cassave kan beter worden gekookt. De ziekte konzo is in feite een vorm van chronische cyanidevergiftiging, veroorzaakt door het eten van cassave, tapioca of fufu waaruit het blauwzuur niet of onvoldoende is verwijderd. Dit kan leiden tot gebreksziekten door een tekort aan jodium.
In landen als Benin, Congo, Angola en ook op Borneo wordt de cassave gebruikt om cassavepap van te maken. Dit voedzame en zetmeelrijke gerecht wordt gemaakt van gedroogde cassave.
Maniokbloem is glutenvrij en kan gebruikt worden om tarwebloem te vervangen. Het wordt daarom ook wel gebruikt door mensen met allergieën. Tapioca en fufu worden gemaakt van de zetmeelrijke bloem van de maniokwortel.
In Congo worden ook de bladeren van de cassaveplant bereid als een soort spinazie, onder andere in het typische Congolese gerecht sakasaka. Een ander Congolees gerecht waarin maniokbladeren worden gebruikt, is moambe.
In Tanzania worden de bladeren gebruikt voor het gerecht kisamvu. In Madagaskar heet het basisgerecht ravitoto; meestal voegt men buikspek, pinda's en/of kokosmelk toe. In Suriname wordt uit cassave de drank kasiri gemaakt. In tegenstelling tot de knollen, die heel arm aan eiwit zijn, bevatten de bladeren veel eiwit.
In Nederland zijn de wortelknollen van de cassave te koop in toko's en op de grotere markten.
Deze soort wordt in het Spaans yuca genoemd en wordt daarom soms verward met soorten uit het niet-verwante geslacht yucca.
Cassave wordt ook gebruikt als gomma (stijfsel) om angisas op te stijven.

## Oogst en bewerking
In principe kan de cassavewortel het hele jaar door worden geoogst. In landen met constante regenval gebeurt dat ook, in landen met periodieke regens gebeurt het meestal in de droge perioden. Cassave is daarom een gewas dat voedselschaarste kan opvangen in perioden dat andere gewassen niet oogstbaar zijn. De wortel kan worden gezien als de tropische variatie op de aardappel. 
De wortels en knollen zijn rijk aan zetmeel en suiker, maar ook onderhevig aan snelle chemische verandering zodra ze los van de moederplant en boven de grond zijn. De oogst moet daarom zeer snel, maximaal binnen twee dagen, worden verwerkt; daarentegen kan men het oogsten gemakkelijk enige tijd uitstellen.
Men kapt de struik ongeveer 60 centimeter boven de grond af; bruikbare stekken worden bewaard (de beste manier om de plant te vermenigvuldigen). Dan wordt de struik, eventueel met behulp van een hak, uit de grond getrokken. Na het pellen van de schil worden de wortels geraspt en vervolgens rijkelijk uitgespoeld met water, deels om het zetmeel vrij te maken en deels om het giftige blauwzuur te verwijderen. De traditionele manier was om de vrouwen en kinderen bij het werk te betrekken; het raspsel werd op grote zeven gelegd die door de vrouwen gezamenlijk werden geschud. De overblijvende koek moet worden gedroogd en nogmaals verpulverd, waarna van het meel koeken, pap of chips worden bereid. In grote delen van Afrika, maar ook in tropisch Zuid-Amerika en Zuidoost-Azië is cassave een belangrijk product in het dagelijkse menu. Op de westerse consumptiemarkt ziet men ze vooral als borrelzoutjes of als kroepoek (cassavechips) als bijgerecht bij de oosterse maaltijd.
Sinds de jaren 80 van de 20e eeuw zijn vorderingen gemaakt met mechanische verwerking, hoewel die erg afhankelijk zijn van de grootte van de bedrijven die cassave verbouwen. In veel tropische bedrijven is cassave nog steeds een bijproduct, waarbij de plant vooral als schaduwplant wordt gebruikt in bijvoorbeeld bananenplantages.

## Wereldwijde productie
| Topproducenten van cassave 2018 | Topproducenten van cassave 2018 |
| Land                            | Productie (ton)                 |
| ------------------------------- | ------------------------------- |
| Nigeria                         | 59.475.202                      |
| Thailand                        | 31.678.017                      |
| Congo-Kinshasa                  | 29.952.479                      |
| Ghana                           | 20.845.960                      |
| Brazilië                        | 17.644.733                      |
| Indonesië                       | 16.119.020                      |
| Vietnam                         | 9.847.074                       |
| Angola                          | 8.525.451                       |
| Mozambique                      | 8.525.451                       |
| Cambodja                        | 7.646.022                       |